# Bell V-247 Vigilant
Bell V-247 Vigilant je koncept amerického bezpilotního víceúčelového letounu s překlopnými rotory, kterým společnost Bell Helicopter reagovala na program Marine Air Ground Task Force (MAGTF) Unmanned Aircraft System (UAS) Expeditionary (MUX). Ten byl roku 2020 ukončen. Dříve než mohlo dojít k realizaci letounu. Poté co námořnictvo Spojených států zahájilo program Future Vertical Lift-Maritime Strike (VFL-MS) společnost Bell vzkřísila koncept letounu ve zmenšené podobě.
Konvertoplán by měl být určen pro mise zpravodajského charakteru, sledování, detekce cílů a průzkumu (ISR-T), boji proti hladinovým cílům (ASuW), protiponorkovému boji (ASW), k obraně proti rychlým útočným plavidlům nebo rychlým pobžežním útočným plavidlům (FAC)/(FIAC)
V-247 Vigilant by měl mít schopnost operovat z palub torpédoborců. Dalším jeho cílem je zajistit lodi nepřetržitý zpravodajský průzkum (mise ISR-T), k němuž by měla stačit dvojice těchto konvertoplánů.

## Konstrukce
V-247 Vigilant je na skicách a renderech od společnosti Bell zobrazován jako hornoplošný letoun, který má mít otočné gondoly. Ty se nenacházejí na koncích křídel, ale spíše v jejich vnější polovině. Vnější část hlavního křídla by se měla natáčet spolu s gondolou. Konvertoplán by měl být vybaven jedním motorem, který by se měl nacházet v trupu letounu. Konvertoplán byl původně zobrazován a vystavován také s ocasními plochami ve tvaru písmene „V“. Na pozdějších modelech a nákresech je letoun zobrazen s dvojitými svislými ocasními plochami, které se nacházejí na koncích vodorovných ocasních ploch. Zatahovací podvozek letounu by měl být ocasního typu. Letoun by měl mít otevřenou architekturu, která by mu měla umožnit přizpůsobit vybavení plánovanému charakteru mise. Případnou výzbroj by měl nést na závěsních pod křídly a pod trupem.
Letoun by měl být vybaven autonomním systémem pro řízení letu, který by měl na základě dat ze systému IVHM vyhodnocovat hrozby a eliminovat lidské chyby, čímž by měl zlepšit spolehlivost letounu.
Mezi schopnosti letounu by také měla patřit možnost doplnění si paliva během letu.

## Vývoj
Námořní pěchota Spojených států amerických (USMC) v prezentaci svého letového plánu v roce 2016 nastínila program Marine Air Ground Task Force Unmanned Aircraft System Expeditionary (MUX). USMC chtělo tímto programem bezpilotního letounu snížit závislost na bezpilotních letounech MQ-9 Reaper leteckých sil (USAF), které navíc neumožňují podporu operací začínajících z moře, jelikož se nejedná o palubní letouny.
V srpnu 2016 byl model konvertoplánu zachycen na stole generálporučíka Jona „Dog“ Davise, zástupce velitele pro leteckou složku námořní pěchoty. K prvnímu oficiálnímu odhalení V-247 Vigilant došlo v září roku 2016. Společnost Bell chtěla tento koncept uplatnit v programu MUX, jehož výsledkem by měl být letoun, který by doplnil tehdejší stávající bezpilotní letouny USMC a výkonově by se přiblížil letounům Bell V-22 Osprey. Společnost Bell v té době odhadovala, že V-247 by mohl částečně využívat výsledků vývoje Bell V-280. Odhad začátku sériové výroby byl stanoven na rok 2023 s možnou operační způsobilostí v roce 2026. Název letounu V-247 odkazuje na připravenost k nasazení jednoho nebo více letounů po dobu 24 hodin/7 dnů v týdnu.
Mezi konkurenty v programu MUX patřila společnost Piasecki s návrhem ARES.
USMC v březnu roku 2020 ukončila program MUX, protože program kladl protichůdné požadavky, které by bylo obtížné sloučit do návrhu jednoho vzdušného prostředku.

## Specifikace (V-247)
Uvedené výkony jsou v době publikace tohoto článku (listopad 2022) pouze očekávané.
Výkony
- Maximální rychlost: 555 km/h (300 uzlů)
- Cestovní rychlost: 444,5 km/h (240 uzlů)
- Dostup: 7 620 m (25 000 stop)
- Výdrž: Více než 7 hodin s nákladem 272 kg (600 lb) při rádiusu  mise 556 km (300 nmi)
- Nosnost:
  - Vnitřní: 907 kg (2 000 lb)
  - V podvěsu: 4 100 kg (9 000 lb)